# Yushan (socken i Kina, Shandong, lat 36,28, long 116,45)
Yushan (kinesiska: 榆山街道, 榆山) är en socken i Kina. Den ligger i provinsen Shandong, i den östra delen av landet, omkring 63 kilometer sydväst om provinshuvudstaden Jinan.
Genomsnittlig årsnederbörd är 814 millimeter. Den regnigaste månaden är juli, med i genomsnitt 274 mm nederbörd, och den torraste är januari, med 7 mm nederbörd.